# Associazione Calcio Reggiana 1977-1978
Questa voce raccoglie le informazioni riguardanti l'Associazione Calcio Reggiana nelle competizioni ufficiali della stagione 1977-1978.

## La stagione
Per questa stagione il tecnico è Guido Mammi, allenatore delle giovanili, viene promosso allenatore della prima squadra. Tito Corsi ritorna a Reggio come direttore sportivo. La Reggiana cede Sileno Passalacqua alla Ternana, Gianpiero D'Angiulli alla Massese, Roberto Stefanello al Vicenza e Luciano Savian alla Lucchese. Arrivano a Reggio Emilia Sandro Crivelli dalla Ternana, Ferdinando Sena dal Montevarchi, Claudio Vaccario e Marino Marlia dal Riccione e Sergio Bagatti dall'Olbia, anche il centrocampista e futuro allenatore Gian Piero Gasperini dalla Juventus. Più tardi arriveranno il mediano Massimo Berta dalla Sambenedettese, lo stopper Roberto Catterina dal Taranto e il centravanti Claudio Ciceri dal Varese che daranno la svolta alla stagione granata.
La partenza è stata a corrente alternata, poi la squadra rinnovata e ben assecondata dagli attaccanti, ritrova il passo giusto e grazie ad una lunga striscia di risultati positivi raggiunge il terzo posto finale con 46 punti, dietro alla promossa Spal con 58 punti ed alla Lucchese, seconda con 47 punti. Miglior marcatore stagionale Romano Bagatti con 13 reti, in doppia cifra con 10 centri anche Claudio Ciceri.
Nella Coppa Italia Semiprofessionisti la squadra granata disputa prima del campionato il 12º girone di qualificazione, che è stato vinto dalla Spal davanti a Reggiana e Carpi.

## Divise
| Prima divisa |

## Rosa
| N. |                   | Ruolo | Calciatore           |
| -- | ----------------- | ----- | -------------------- |
|    | Italia (bandiera) | A     | Sergio Bagatti       |
|    | Italia (bandiera) | C     | Massimo Berta        |
|    | Italia (bandiera) | A     | Alessandro Bertoni   |
|    | Italia (bandiera) | D     | Fernando Bogani      |
|    | Italia (bandiera) | P     | Roberto Borsi        |
|    | Italia (bandiera) | D     | Emidio Cattelani     |
|    | Italia (bandiera) | D     | Roberto Catterina    |
|    | Italia (bandiera) | A     | Claudio Ciceri       |
|    | Italia (bandiera) | D     | Sandro Crivelli      |
|    | Italia (bandiera) | D     | Dino Galparoli       |
|    | Italia (bandiera) | A     | Gian Piero Gasperini |
|    | Italia (bandiera) | D     | Andrea Maiani        |

| N. |                   | Ruolo | Calciatore           |
| -- | ----------------- | ----- | -------------------- |
|    | Italia (bandiera) | D     | Marino Marlia        |
|    | Italia (bandiera) | A     | Vanni Moscon         |
|    | Italia (bandiera) | A     | Lorenzo Mossini      |
|    | Italia (bandiera) | C     | Domenico Neri        |
|    | Italia (bandiera) | P     | Renato Piccoli       |
|    | Italia (bandiera) | D     | Luigi Podestà        |
|    | Italia (bandiera) | C     | Gian Paolo Reverberi |
|    | Italia (bandiera) | C     | Francesco Romano     |
|    | Italia (bandiera) | C     | Ferdinando Sena      |
|    | Italia (bandiera) | A     | Corrado Serato       |
|    | Italia (bandiera) | D     | Claudio Testoni      |
|    | Italia (bandiera) | A     | Claudio Vaccario     |

## Risultati

### Serie C girone B

#### Girone di andata
| Arbitro: | Altobelli (Roma) |

|                        |           |  |
| Marlia 66’ Bagatti 88’ | Marcatori |  |

| Arbitro: | Colasanti (Roma) |

|                        |           |             |
| Novelli 6’ Belloli 86’ | Marcatori | 56’ Testoni |

| Arbitro: | Facchin (Udine) |

|                          |           |  |
| Podestà 87’ Vaccario 89’ | Marcatori |  |

| Arbitro: | Agate (Torino) |

|                    |           |  |
| Colombi 43’ (rig.) | Marcatori |  |

| Arbitro: | L. Esposito (Torre del Greco) |

|                         |           |  |
| Serato 47’ Crivelli 79’ | Marcatori |  |

| Arbitro: | Lanese (Messina) |

|            |           |  |
| Braida 73’ | Marcatori |  |

| Arbitro: | Gazzari (Macerata) |

|                             |           |  |
| Neri 32’ (rig.) Bagatti 77’ | Marcatori |  |

| Arbitro: | G. Panzino (Catanzaro) |

|                                                  |           |            |
| Luterani 4’ Canzanese 23’ (rig.) Giovannetti 85’ | Marcatori | 71’ Marlia |

| Arbitro: | Foschi (Forlì) |

|             |           |  |
| Bagatti 22’ | Marcatori |  |

| Arbitro: | Casella (Voghera) |

|                       |           |                              |
| Chinellato 67’ (rig.) | Marcatori | 50’ Vaccario 74’ (rig.) Neri |

| Olbia 20 novembre 1977 11ª giornata | Olbia                | 0 – 0 | Reggiana | Stadio Bruno Nespoli\| Arbitro: \| Cornegliani (Milano) \| |
| Arbitro:                            | Cornegliani (Milano) |       |          |                                                            |

| Arbitro: | Lussana (Bergamo) |

|                                 |           |  |
| Marlia 43’ (rig.) Reverberi 68’ | Marcatori |  |

| Arbitro: | Mondoni (Milano) |

|                     |           |              |
| Pasquali 75’ (rig.) | Marcatori | 67’ Vaccario |

| Arbitro: | Falzier (Treviso) |

|                          |           |  |
| Bagatti 35’ Vaccario 83’ | Marcatori |  |

| Arbitro: | Corigliano (Crotone) |

|                |           |            |
| D'Angiulli 39’ | Marcatori | 85’ Ciceri |

| Arbitro: | Canesi (Cremona) |

|           |           |  |
| Marlia 4’ | Marcatori |  |

| Arbitro: | Paparesta (Bari) |

|                                     |           |             |
| Angeloni 22’ Morra 61’ Marchini 82’ | Marcatori | 48’ Bagatti |

| Arbitro: | Artico (Padova) |

|            |           |                           |
| Ciceri 28’ | Marcatori | 35’ Minozzi 71’ Pulitelli |

| Arbitro: | Angelelli (Terni) |

|               |           |                   |
| Maniscalco 7’ | Marcatori | 13’, 75’ Vaccario |

#### Girone di ritorno
| Prato 30 gennaio 1978 20ª giornata | Prato              | 0 – 0 | Reggiana | Stadio Lungobisenzio\| Arbitro: \| Lombardo (Marsala) \| |
| Arbitro:                           | Lombardo (Marsala) |       |          |                                                          |

| Arbitro: | Gazzari (Macerata) |

|            |           |            |
| Ciceri 63’ | Marcatori | 28’ D'Urso |

| Arbitro: | Governa (Alessandria) |

|           |           |  |
| Donati 9’ | Marcatori |  |

| Arbitro: | Parussini (Udine) |

|            |           |                   |
| Ciceri 17’ | Marcatori | 90’ (aut.) Marlia |

| Arbitro: | Falzier (Treviso) |

|                          |           |  |
| Del Pelo 31’ Cazzola 60’ | Marcatori |  |

| Arbitro: | Lanzetti (Viterbo) |

|                     |           |  |
| Ciceri 26’ Neri 36’ | Marcatori |  |

| Pisa 13 marzo 1978 26ª giornata | Pisa            | 0 – 0 | Reggiana | Stadio Arena Garibaldi\| Arbitro: \| Simini (Torino) \| |
| Arbitro:                        | Simini (Torino) |       |          |                                                         |

| Arbitro: | Mondoni (Milano) |

|                               |           |               |
| Ciceri 22’, 42’ Reverberi 63’ | Marcatori | 37’ Canzanese |

| Arbitro: | Facchin (Udine) |

|             |           |              |
| Pezzato 23’ | Marcatori | 88’ Vaccario |

| Arbitro: | Cicia (Bassano del Grappa) |

|             |           |              |
| Bagatti 20’ | Marcatori | 5’ D'Ottavio |

| Arbitro: | Madonna (Ercolano) |

|                                                   |           |              |
| Bagatti 9’, 12’, 29’, 82’ Ciceri 24’ Vaccario 89’ | Marcatori | 35’ Marongiu |

| Chieti 23 aprile 1978 31ª giornata | Chieti           | 0 – 0 | Reggiana | Stadio Guido Angelini\| Arbitro: \| D'Astore (Lecce) \| |
| Arbitro:                           | D'Astore (Lecce) |       |          |                                                         |

| Arbitro: | Pirandola (Lecce) |

|             |           |                |
| Bagatti 71’ | Marcatori | 59’ R. Bertini |

| Siena 7 maggio 1978 33ª giornata | Siena             | 0 – 0 | Reggiana | Stadio del Rastrello\| Arbitro: \| Casella (Voghera) \| |
| Arbitro:                         | Casella (Voghera) |       |          |                                                         |

| Arbitro: | Garzi (Palermo) |

|                                 |           |  |
| Neri 55’ Bagatti 57’ Ciceri 67’ | Marcatori |  |

| Arbitro: | Lombardo (Marsala) |

|  |           |          |
|  | Marcatori | 15’ Neri |

| Reggio Emilia 28 maggio 1978 36ª giornata | Reggiana          | 0 – 0 | Forlì | Stadio Mirabello\| Arbitro: \| Angelelli (Terni) \| |
| Arbitro:                                  | Angelelli (Terni) |       |       |                                                     |

| Teramo 5 giugno 1978 37ª giornata | Teramo            | 0 – 0 | Reggiana | Vecchio Comunale\| Arbitro: \| Lussana (Bergamo) \| |
| Arbitro:                          | Lussana (Bergamo) |       |          |                                                     |

| Arbitro: | De Marchi (Novara) |

|                                                          |           |  |
| Catterina 26’ Sena 36’ Marlia 48’ Ciceri 79’ Bagatti 86’ | Marcatori |  |

### Coppa Italia Semipro

#### Girone 12
| Arbitro: | Segreto (Roma) |

|                                     |           |  |
| Marlia 33’ Reverberi 37’ Monari 66’ | Marcatori |  |

| Arbitro: | Testa (Prato) |

|          |           |             |
| Neri 87’ | Marcatori | 76’ Pezzato |

| 28 agosto 1977 3ª giornata |  | – Riposo |  |  |

| Arbitro: | Sancini (Bologna) |

|            |           |  |
| Eusepi 26’ | Marcatori |  |

| Arbitro: | Ponzano (Alessandria) |

|                       |           |               |
| Pezzato 23’ Massi 68’ | Marcatori | 90’ Gasperini |

| 8 settembre 1977 6ª giornata |  | – Riposo |  |  |

## Statistiche

### Statistiche di squadra
| Competizione         | Punti | In casa | In casa | In casa | In casa | In casa | In casa | In trasferta | In trasferta | In trasferta | In trasferta | In trasferta | In trasferta | Totale | Totale | Totale | Totale | Totale | Totale | DR  |
| Competizione         | Punti | G       | V       | N       | P       | Gf      | Gs      | G            | V            | N            | P            | Gf           | Gs           | G      | V      | N      | P      | Gf     | Gs     | DR  |
| -------------------- | ----- | ------- | ------- | ------- | ------- | ------- | ------- | ------------ | ------------ | ------------ | ------------ | ------------ | ------------ | ------ | ------ | ------ | ------ | ------ | ------ | --- |
| Serie C - girone B   | 46    | 19      | 13      | 5       | 1       | 38      | 8       | 19           | 3            | 9            | 7            | 11           | 18           | 38     | 16     | 14     | 8      | 49     | 26     | +23 |
| Coppa Italia Semipro | 3     | 2       | 1       | 1       | 0       | 4       | 1       | 2            | 0            | 1            | 1            | 3            | 4            | 4      | 1      | 2      | 1      | 5      | 4      | +1  |
| Totale               | 49    | 21      | 14      | 6       | 1       | 42      | 9       | 21           | 3            | 10           | 8            | 14           | 22           | 42     | 17     | 16     | 9      | 54     | 30     | +24 |

### Statistiche dei giocatori
Fonte:
| Giocatore    | Serie C  | Serie C | Serie C     | Serie C    | Coppa Italia Semipro | Coppa Italia Semipro | Coppa Italia Semipro | Coppa Italia Semipro | Totale   | Totale | Totale      | Totale     |
| Giocatore    | Presenze | Reti    | Ammonizioni | Espulsioni | Presenze             | Reti                 | Ammonizioni          | Espulsioni           | Presenze | Reti   | Ammonizioni | Espulsioni |
| ------------ | -------- | ------- | ----------- | ---------- | -------------------- | -------------------- | -------------------- | -------------------- | -------- | ------ | ----------- | ---------- |
| S. Bagatti   | 28       | 13      | ?           | ?          | 3                    | 0                    | ?                    | ?                    | 31       | 13     | ?           | ?          |
| M. Berta     | 29       | 0       | ?           | ?          | 0                    | 0                    | ?                    | ?                    | 29       | 0      | ?           | ?          |
| A. Bertoni   | 3        | 0       | ?           | ?          | 0                    | 0                    | ?                    | ?                    | 3        | 0      | ?           | ?          |
| F. Bogani    | 5        | 0       | ?           | ?          | 1                    | 0                    | ?                    | ?                    | 6        | 0      | ?           | ?          |
| R. Borsi     | 4        | -7      | ?           | ?          | 0                    | 0                    | ?                    | ?                    | 4        | -7     | ?           | ?          |
| E. Cattelani | 2        | 0       | ?           | ?          | 0                    | 0                    | ?                    | ?                    | 2        | 0      | ?           | ?          |
| R. Catterina | 30       | 1       | ?           | ?          | 0                    | 0                    | ?                    | ?                    | 30       | 1      | ?           | ?          |
| C. Ciceri    | 27       | 10      | ?           | ?          | 0                    | 0                    | ?                    | ?                    | 27       | 10     | ?           | ?          |
| S. Crivelli  | 33       | 1       | ?           | ?          | 3                    | 0                    | ?                    | ?                    | 36       | 1      | ?           | ?          |
| D. Galparoli | 33       | 0       | ?           | ?          | 4                    | 0                    | ?                    | ?                    | 37       | 0      | ?           | ?          |
| G. Gasperini | 15       | 0       | ?           | ?          | 3                    | 1                    | ?                    | ?                    | 18       | 1      | ?           | ?          |
| A. Maiani    | 12       | 0       | ?           | ?          | 1                    | 0                    | ?                    | ?                    | 13       | 0      | ?           | ?          |
| M. Marlia    | 34       | 5       | ?           | ?          | 4                    | 1                    | ?                    | ?                    | 38       | 6      | ?           | ?          |
| G. Monari    | 0        | 0       | ?           | ?          | 3                    | 0                    | ?                    | ?                    | 3        | 0      | ?           | ?          |
| V. Moscon    | 1        | 0       | ?           | ?          | 2                    | 0                    | ?                    | ?                    | 3        | 0      | ?           | ?          |
| L. Mossini   | 7        | 0       | ?           | ?          | 3                    | 0                    | ?                    | ?                    | 10       | 0      | ?           | ?          |
| D. Neri      | 30       | 5       | ?           | ?          | 2                    | 1                    | ?                    | ?                    | 32       | 6      | ?           | ?          |
| R. Piccoli   | 36       | -19     | ?           | ?          | 4                    | -3                   | ?                    | ?                    | 40       | -22    | ?           | ?          |
| L. Podestà   | 6        | 1       | ?           | ?          | 3                    | 0                    | ?                    | ?                    | 9        | 1      | ?           | ?          |
| G. Reverberi | 34       | 2       | ?           | ?          | 4                    | 0                    | ?                    | ?                    | 38       | 2      | ?           | ?          |
| F. Romano    | 2        | 0       | ?           | ?          | 0                    | 0                    | ?                    | ?                    | 2        | 0      | ?           | ?          |
| F. Sena      | 34       | 1       | ?           | ?          | 2                    | 0                    | ?                    | ?                    | 36       | 1      | ?           | ?          |
| C. Serato    | 6        | 1       | ?           | ?          | 2                    | 0                    | ?                    | ?                    | 8        | 1      | ?           | ?          |
| C. Testoni   | 15       | 1       | ?           | ?          | 3                    | 0                    | ?                    | ?                    | 18       | 1      | ?           | ?          |
| C. Vaccario  | 27       | 8       | ?           | ?          | 0                    | 0                    | ?                    | ?                    | 27       | 8      | ?           | ?          |